# Lace and Whiskey
Lace Na Whiskey é o terceiro álbum solo de Alice Cooper, lançado em 1976.

## Faixas do CD
1. "It's Hot Tonight"  (Alice Cooper, Dick Wagner e Bob Ezrin) -
2. "Lace And Whiskey"  (Alice Cooper, Dick Wagner e Bob Ezrin) –
3. "Road Rats"  (Alice Cooper, Dick Wagner e Bob Ezrin) –
4. "Damned If You Do"  (Alice Cooper, Dick Wagner e Bob Ezrin) –
5. "[You And Me]"  (Alice Cooper, Dick Wagner) –
6. "King Of The Silver Screen"  (Alice Cooper, Dick Wagner e Bob Ezrin) –
7. "Umbagi Stomp"  (Alice Cooper, Dick Wagner e Bob Ezrin) –
8. "(No More)Love At Your Coveni"  (Alice Cooper, Dick Wagner e Bob Ezrin) –
9. "I Never Wrote Those Songs"  (Alice Cooper, Dick Wagner e Bob Ezrin) –
10. "[My God]"  (Harry Carroll e Joseph McCarthy) –